# 안풍군 (조위)
안풍군(安豐郡)은 220년(후한 헌제 건안 25년)에 설치된 중국의 옛 군이다.

## 조위, 서진초
220년, 여남군의 여강군의 우루현, 요현, 안풍현, 안봉현이 안풍군으로 분리되었고 예주에 속군이 되었다. 255년(위 폐제 정원 2년), 문흠과 관구검이 수춘에서 반란을 일으켰을 때, 사마사휘하 진압군의 장군인 제갈탄이 본군에 일시적으로 주둔했다.서진은 280년(진 무제 태강 원년), 오나라를 멸망시킨 뒤 오나라령 여강군에 속했던 송자현을 본군으로 내속시켜 5현 1,200호를 거느리게 하였다.
| 현명   | 한자   | 대략적 위치                                            | 비고 |
| ------ | ------ | ------------------------------------------------------ | --- |
| 안풍현 | 安風縣 | 신양시 훠추현 성관진 서남 성서호(城西湖)근처           | 현북쪽에서 회수건너에 안풍진(安風津)이 있는데, 관구검이 반란을 일으켰을 때, 제갈탄이 이곳에 주둔하여 수춘으로 진격했다.           |
| 안풍현 | 安豐縣 | 신양시 구스 현 남동 장로부향(張老埠鄕) 남동 차만(岔灣) | |
| 요현   | 蓼縣   | 신양시 구스 현 북                                      | |
| 우루현 | 雩婁縣 | 신양시 구스현 동남 진림자진(陈琳子镇)                  | |
| 송자현 | 松滋縣 | 안칭시 쑤쑹현 북 지봉향(趾鳳鄕) 동                     | 본래 전한대 여강군의 속현이었다. 후한대 폐지되었다가 오나라가 여강군을 설치했을 때 복치되었다. 서진의 통일이후 본군에 내속되었다. |

## 서진말~유송
영가의 난으로 인해 예주가 후조의 치하로 들어갔을 때, 회수이남에 있어 그대로 동진의 땅으로 남았고 예주가 회남지방에 교치되면서 그대로 예주로 편입되었다가 동진말기 폐군되고 그 현들은 익양군으로 내속되었다. 멸망이후 유송말기 새로운 안풍군이 교치되었다.

## 장관
- 왕기 (240년 이후 - 249년 이전)
- 장특 (253년 이후)